# 穆罕默德·尼扎穆丁·艾哈迈德
穆罕默德·尼扎穆丁·艾哈迈德 (孟加拉语：মোহাম্মদ নিজামউদ্দিন আহমেদ，转写：Mohammad Nizamuddin Ahmed，1960年—) ，是一名孟加拉国军官，曾任孟加拉国海军参谋长。 他之前曾担任海岸警卫队作战总监和吉大港海军司令部(COMCHIT)指挥官。 他还曾在海军总部担任人事部主任和海军参谋长秘书。2016年，孟加拉国三军公共关系部宣布艾哈迈德接替穆罕默德·法里德·哈比卜海军上将出任孟加拉国海军参谋长。他于2016年1月27日开始担任第15任孟加拉国海军参谋长。

## 海军建设
在他的任内，孟加拉国海军接收了两艘原属于中国海军的035型潜艇，建立起了属于自己的水下力量。